# Acacia semlikiensis
Acacia semlikiensis é uma espécie de leguminosa do gênero Acacia, pertencente à família Fabaceae.